# Quadramon aborense
Quadramon aborense is een krabbensoort uit de familie van de Potamidae. De wetenschappelijke naam van de soort is voor het eerst geldig gepubliceerd in 1913 door Kemp.